# Album (rummål)
 For alternative betydninger, se Album (flertydig). (Se også artikler, som begynder med Album)
Album er et gammelt rummål svarende til 1/12 skæppe (= ca 0,00145 m³ = 1,45 l). Eller en trediedel af et Fjerdingkar (rummål).
Enheden blev officielt afskaffet i 1907.
En album var tillige et mål for jordbeskatning og er 1/96 af en tønde hartkorn.
| Enheder | Spire Denne artikel om standarder og måleenheder er en spire som bør udbygges. Du er velkommen til at hjælpe Wikipedia ved at udvide den. |